# Mont Lyall (Kerguelen)
Pour les articles homonymes, voir Mont Lyall.
Le mont Lyall est une montagne des îles Kerguelen s'élevant à 747 m d'altitude.

## Histoire
Edgar Aubert de la Rüe, qui explore en février 1952 le val Studer le décrit comme « une singulière montagne, ne pouvant se confondre avec aucune autre : le mont Lyall, couronné d'un donjon qu'ornent deux aiguilles rocheuses en forme de clochetons... ».